# Diplotaxis siifolia subsp. vicentina
Diplotaxis siifolia subsp. vicentina é uma subespécie de planta com flor pertencente à família Brassicaceae. 
A autoridade científica da subespécie é (Welw. ex Samp.) Mart.-Laborde, tendo sido publicada em Anales del Jardín Botánico de Madrid 49(2): 241. 1991 (1992).

## Portugal
Trata-se de uma subespécie presente no território português, nomeadamente em Portugal Continental.
Em termos de naturalidade é endémica da região atrás referida.

## Protecção
Encontra-se protegida por legislação portuguesa ou da Comunidade Europeia, nomeadamente pelo Anexo II e IV da Directiva Habitats.